# Patočkova
Patočkova ulice v Praze 6 spojuje křižovatku ulic Milady Horákové, Na Ořechovce a U Brusnice s ulicemi Střešovická a  Bělohorská. Leží ve třech městských částech:
- Hradčany – od začátku po ulici Myslbekova
- Střešovice – od ulice Myslbekova po ulici Parléřova
- Břevnov – od ulice Parléřova do konce.

Vede po ní velmi frekventovaná silnice směrem na Karlovy Vary, rekonstruována byla v letech 2010–11. Na Hradčanech po ní vede tramvaj, součást tramvajové tratě Strossmayerovo náměstí – Hradčanská – Malovanka, která pokračuje po ulici Myslbekova.
V souvislosti se stavbou ulice Patočkova (tehdy Pionýrů) byly zbourány usedlosti (v západovýchodním směru) Malovanka a Panenská, dále na místě této ulice stály také usedlosti Kašnička a Hubálka, které byly zbourány již dříve (všechny byly zbourány beze stopy, jen z Panenské dosud (2025) stojí ruina čp. 123). 

## Historie a názvy
Názvy ulice se měnily:
- původně vedla z Břevnova na Dlabačov a dále rovně na Pohořelec, roku 1961 byl jeden úsek oddělen a nazván Parléřova ulice, téhož roku byl k třídě Pionýrů přiřazen další úsek patřící původně ulici Za octárnou a Myslbekova byla zkrácena na současný úsek. Brutální zásah do historické břevnovské architektury a urbanismu znamenalo v letech 1953–1955 proražení „třídy“, které si vyžádalo demolici barokní budovy pivovaru Břevnovského kláštera, jediné stavby tohoto účelu od Kiliána Ignáce Dientzenhofera, proti němu na jižní straně byla ubourána část hostince U Kaštanu.
- od roku 1906 – „Potockého“ podle polského šlechtice a politika Alfreda Potockého (1822–1889)
- 1940–45 – „Schönererova“ podle německého politika Georga Schönerera (1842–1921), spoluzakladatele NSDAP
- 1952 – „třída Pionýrů“ podle Pionýrské organizace Československého svazu mládeže
- 1991 – „Patočkova“ podle významného českého filosofa Jana Patočky (1907–1977)

## Budovy, firmy a instituce

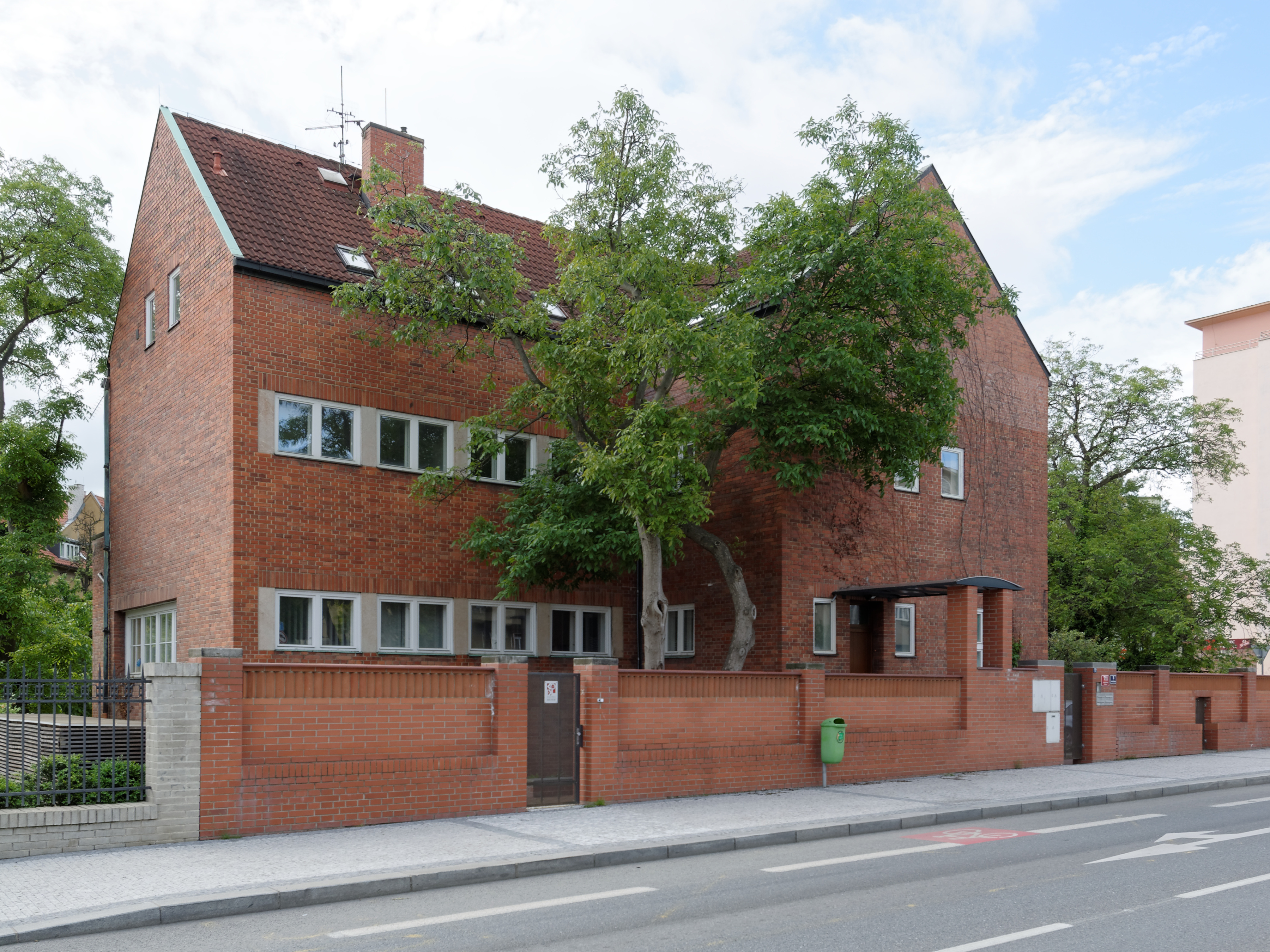
Vila Kodl

- Psychosomatická klinika, Patočkova 3 – rohová vila se zahradou do Myslbekovy ulice
- Vozovna Střešovice, Patočkova 4 – provoz zahájen 1909, v 90. letech změněna na Muzeum městské hromadné dopravy
- Kodlova vila, Patočkova 5
- Soubor obytných domů Patočkova 8 – 14, podle projektu architektů B. Kněžka, R. Jásenského, F. Jecha, K. Koželky a K. Hannauera z let 1936–1947
- Instalace, topení AquaPlumb – Patočkova 6[3]
- ITS Holding, zprostředkování vrácení DPH – Patočkova 39[4]
- Restaurace Břevnovka – Patočkova 57[5]
- Dům U kaštanu – v parčíku při vidlici ulic Patočkovy a Bělohorské, původně klasicistní hostinec z 1. třetiny 19. století, severní trakt roku 1955 ubourán a budova proměněna v Muzeum revolučního dělnického hnutí s odkazem na ustavující schůzi vůdců dělnického hnutí Josefa Boleslava Pecky a Antonína Zápotockého z roku 1878, Roku 1962 byla budova prohlášena Národní kulturní památkou,[6] muzeum bylo zrušeno roku 1990; nyní víceúčelové kulturní zařízení městské části Praha 6.